# Henri Maldiney
Henri Maldiney (Meursault, 4 agosto 1912 – Montverdun, 6 dicembre 2013) è stato un filosofo francese.

## Biografia
Henri Maldiney fu uno studente della classe préparatoire aux grandes écoles al liceo di Lione, dopodiché fu ammesso all'École normale supérieure nel 1933. Ottenne l'agrégation in filosofia nel 1938. Nominato professore di filosofia al liceo di Briançon, fu poi imprigionato in Germania durante la seconda guerra mondiale. Al suo ritorno dalla prigionia, Maldiney fu chiamato dapprima all'Institut des hautes études di Gand, poi all'università di Lione, dove insegnò psicologia, filosofia generale ed estetica. Morì nel 2013.

## Pensiero
Influenzato da Edmund Husserl, Martin Heidegger e Ludwig Binswanger, è uno dei rappresentanti della fenomenologia in Francia. Maldiney indaga soprattutto le condizioni dell'esistenza come un'apertura all'Essere. I suoi concetti di transpassibilità (transpassibilité) e traspossibilità (transpossibilité) sono stati recepiti soprattutto da parte della psicoterapia. I suoi campi di riflessione riguardano la malattia mentale come ripiegamento delle modalità di esistenza, l'arte (specialmente la pittura), la psichiatria (in particolar modo la psicopatologia) e la filosofia.
Le sue riflessioni sulla psichiatria come luogo di espressione umana hanno influenzato molti psichiatri, filosofi e artisti, alcuni dei quali furono suoi amici: Jean Oury, Jacques Schotte, Marc Richir, Jacques Garelli, Pierre Tal Coat, André du Bouchet e François Aubrun.

## Opere
- (FR) Henri Maldiney, La Dernière Porte, in Cahiers publiés par des prisonniers et déportés, Paris, Boivin, 1945.
- (FR) Henri Maldiney, L'homme nietzschéen, in Les grands appels de l'homme contemporain, Paris, Édition du Temps Présent, 1947.
- (FR) Henri Maldiney, Introduction à Tal-Coat, in Les Temps modernes, vol. 50, 1949.
- (FR) Henri Maldiney, Jean Bazaine- La mort des prétendants, in Derrière le miroir, n. 23, 1949.
- (FR) Henri Maldiney, Georges Braque, in Derrière le miroir, vol. 25-26, 1950.
- (FR) Henri Maldiney, Le faux dilemme de la peinture. Abstraction ou Réalité, in Revue de l'Université de Bruxelles, vol. 5, 1953.
- (FR) Henri Maldiney, Joan Miró, in Le disque vert, 1953.
- (FR) Henri Maldiney, Tal-Coat, in Derrière le miroir, vol. 64, 1954.
- (FR) Henri Maldiney, Tal-Coat, in XXe siècle, n. 7, 1956.
- (FR) Henri Maldiney, Bazaine, in Prisme des arts, vol. 7, 1956.
- (FR) Henri Maldiney, Pierre Lachièze-Rey, in memoriam, in Kant-Studien, vol. 50, 1958-1959.
- (FR) Henri Maldiney, Tal-Coat 1959, in Derrière le miroir, vol. 114, 1959.
- (FR) Henri Maldiney, Comprendre, in Revue de métaphysique et de morale, n. 1-2, 1961.
- (FR) Henri Maldiney, Les dévoilement des concepts fondamentaux de la pPsychologie à travers la Daseinsanalyse de Ludwig Binswanger, in Archives suisse de neurologie, neurochirurgie et de psychiatrie, vol. 92, 1963.
- (FR) Henri Maldiney, La Fondation Maeght à Saint-Paul-de Vence, in Derrière le miroir, vol. 148, 1964.
- (FR) Henri Maldiney, Tal-Coat 1965, in Derrière le miroir, vol. 153, 1965.
- (DE) Henri Maldiney, Die Entdeckung der ästhetischen Dimension in der Phänomenologie von Erwin Straus, in Conditio Humana, Berlin-New York, Springer, 1966.
- (FR) Henri Maldiney, L'esthétique des rythmes, in Les rythmes, Lyon, 1968.
- (FR) Henri Maldiney, François Aubrun, peintures récentes, Paris, Éditions de Beaune, 1970.
- (FR) Henri Maldiney e Roland Kuhn, Préface à: Ludwig Binswanger, Introduction à l'analyse existentielle, Paris, Minuit, 1971.
- (FR) Henri Maldiney, Regard Parole Espace, Lausanne, L'Âge d'homme, 1973.
- (FR) Henri Maldiney, Le legs des choses dans l’œuvre de Francis Ponge, Lausanne, L'Âge d'homme, 1974.
- (FR) Henri Maldiney, Aitres de la langue et demeures de la pensée, Lausanne, L'Âge d'homme, 1975.
- (FR) Henri Maldiney, Psychose et présence, in Revue de métaphysique et de morale, vol. 4, 1976.
- (FR) Henri Maldiney, Pulsion et présence, in Psychanalyse à l'université, vol. 2, n. 5, 1976.
- (FR) Henri Maldiney, Art et existence, Paris, Klincksieck, 1985.
- (FR) Henri Maldiney, Une phénoménologie à l'impossible : la poésie, in Études phénoménologiques, Louvain, 1987.
- (FR) Henri Maldiney, In media vita, Seyssel, Comp'Act, 1988.
- (FR) Henri Maldiney, Chair et verbe dans la philosophie de Merleau-Ponty, in Merleau-Ponty, le psychique et le corporel, Paris, Aubier, 1988.
- (FR) Henri Maldiney, L'existence en question dans la dépression et dans la mélancolie, in L'Évolution psychiatrique, vol. 54, 1989.
- (FR) Henri Maldiney, Crise et temporalité dans l'existence et la psychose, in Empreintes et figures du temps, Toulouse, Erés, 1990.
- (FR) Henri Maldiney, La dimension du contact au regard du vivant et de l'existant, in Le contact, Bruxelles, J. Schotte, 1990.
- (FR) Henri Maldiney, Vers quelle phénoménologie de l'art ?, in La part de l'œil, n. 7, 1991.
- (FR) Henri Maldiney, Penser l'homme et la folie, Grenoble, Millon, 1991.
- (FR) Henri Maldiney, L'Art, l'éclair de l'être, Seyssel, Comp'act, 1993.
- (FR) Henri Maldiney, Le vouloir-dire de Francis Ponge, Fougères-La Versanne, Encre marine, 1993.
- (FR) Henri Maldiney, Aux déserts que l'histoire accable: l'art de Pierre Tal-Coat, in Deyrolle, Cognac, 1995.
- (FR) Henri Maldiney, Avènement de l'œuvre, Saint Maximin, Théétète éditions, 1997.
- (FR) Henri Maldiney, Ouvrir le rien. L'art nu, Fougères-La Versanne, Encre marine, 2000.
- (FR) Henri Maldiney, Existence : crise et création, Fougères-La Versanne, Encre marine, 2001.